# Luis Vicente Barceló Vila
Luis Vicente Barceló Vila (Alcira, 1948) es un economista e ingeniero agrónomo español.
Catedrático de Universidad y Técnico Comercial y Economista del Estado.

## Carrera
Doctor ingeniero agrónomo por la Universidad Politécnica de Madrid y licenciado en ciencias económicas y empresariales por la Universidad de Valencia, Luis Vicente Barceló es diplomado en Desarrollo Regional por la Universidad de Montpellier (Francia).
Desde 1979 hasta 1981ocupó el cargo de Subdirector Territorial de Comercio en Valencia. Desde 1984 fue catedrático de Economía y Política Agraria por la Universidad Politécnica de Valencia, en la que ejerció su magisterio hasta el año 2001. Desde ese año hasta 2006 desempeñó el cargo de Consejero Económico y Comercial en la Embajada de España en París. 
En 2006 regresó a la Universidad Politécnica de Valencia, como catedrático de la misma, para ocuparse de la enseñanza de Economía Internacional y de Economía de la Unión Europea.
Ha colaborado en misiones del Banco Mundial en Colombia, Nicaragua y México; así como para la Comisión Europea en Indonesia, Filipinas, Perú, Nicaragua, Bolivia, Paraguay, Venezuela, Ecuador, Argentina, Panamá. También colaboró con el Trade Policy Research Center de Londres, en la elaboración de un informe sobre el proteccionismo agrario a escala mundial y en una propuesta para el GATT sobre la materia.

## Publicaciones

### Libros
- Barceló Vila, Luis Vicente (2007). Gobierno de Globalización. Del Pentágono al Hexágono. Universidad Politécnica de Valencia. ISBN 978-84-8363-151-5.
- Sumpsi Viñas, José María; Barceló Vila, Luis Vicente (1996).  Ministerio de Comercio y Turismo, ed. La Ronda Uruguay y el sector agroalimentario español: (estudio del impacto en el sector agroalimentario español de los resultados de la Ronda Uruguay). ISBN 84-491-0162-X.
- Barceló Vila, Luis Vicente; Compés, Raúl (1991).  Ministerio de Agricultura, Pesca y Alimentación, ed. Liberalización, ajuste y reestructuración de la agricultura española. ISBN 84-7479-889-2.
- Barceló Vila, Luis Vicente (1991).  Fundación Cañada Blanch, ed. Política agroalimentaria valenciana. ISBN 84-404-9854-3.
- Barceló Vila, Luis Vicente (1987).  Conselleria d'Agricultura i Pesca. Generalidad Valenciana., ed. Repercusiones en la economía valenciana de la política agrícola común. ISBN 84-7579-277-4.
- Barceló Vila, Luis Vicente; García Álvarez-Coque, José María (1987). El futuro de la política agrícola común y la economía española. Mundi-Prensa Libros. ISBN 84-7114-174-4.
- Barceló Vila, Luis Vicente; Sorní Mañés, José; Carles Genovés, José (1982).  Institución Alfonso el Magnánimo, ed. El tránsito de los productos agrícolas marroquíes. ISBN 84-500-7760-5.

### Artículos
- Barceló Vila, Luis Vicente, Cebrián Calvo, Elena. La diversificación de la producción como amenaza para los productores tradicionales. Distribución y consumo, ISSN 1132-0176, N.º 22, 1995, pags. 137-145.
- Barceló Vila, Luis Vicente. El cambio de estructuras agrarias y la parábola del arquero. Economistas, ISSN 0212-4386, Año N.º 12, N.º 60, 1994 (Ejemplar dedicado a: España 1993, un balance), pags. 315-319
- García Álvarez-Coque, José María, Barceló Vila, Luis Vicente, Compés López, Raúl. Política agraria en el "día después". Información Comercial Española, ICE: Revista de economía, ISSN 0019-977X, N.º 734, 1994, pags. 107-125
- Barceló Vila, Luis Vicente. Estrategias para la agricultura española tras la ronda de Uruguay. Papeles de economía española, ISSN 0210-9107, N.º 60-61, 1994, pags. 15-28.
- Barceló Vila, Luis Vicente. Reforma de la PAC y política agraria no común. Información Comercial Española, ICE: Revista de economía, ISSN 0019-977X, N.º 720-721, 1993 (Ejemplar dedicado a: REFORMA DE LA PAC Y POLÍTICA AGRARIA NO COMÚN), pags. 3-6.
- Barceló Vila, Luis Vicente, Compés López, Raúl. GATT y agricultores: mediación en un diálogo necesario. Información Comercial Española, ICE: Revista de economía, ISSN 0019-977X, N.º 720-721, 1993 (Ejemplar dedicado a: REFORMA DE LA PAC Y POLÍTICA AGRARIA NO COMÚN), pags. 37-48.
- Barceló Vila, Luis Vicente. 1991: ¿año de nacimiento de un nuevo modelo agroalimentario español?. Economistas, ISSN 0212-4386, Año N.º 10, N.º 52, 1992, pags. 240-246.
- Barceló Vila, Luis Vicente, Compés López, Raúl, Avellá Reus, Lorenzo. Liberalización, ajuste y reestructuración de la agricultura española. Información Comercial Española, ICE: Revista de economía, ISSN 0019-977X, N.º 700, 1991 (Ejemplar dedicado a: LA AGRICULTURA EN LA RONDA URUGUAY DEL GATT), pags. 91-104.
- Barceló Vila, Luis Vicente. El comercio agroalimentario entre América Latina y España y otras ideas para el PLANALC. Revista de Estudios Agrosociales, ISSN 0034-8155, N.º. 152, 1990, pags. 113-136.
- Barceló Vila, Luis Vicente. La Política Agraria Común. Economistas, ISSN 0212-4386, Año N.º 7, N.º 35, 1989 (Ejemplar dedicado a: España 1988: un balance), pags. 200-203.
- Barceló Vila, Luis Vicente. Déficit comercial y sector agrario. Economistas, ISSN 0212-4386, Año N.º 7, N.º 41, 1989‑1990, pags. 154-157.
- Saladrigues i Solé, Ramón, Barceló Vila, Luis Vicente. La protección agraria y el comercio internacional español durante el último decenio. Agricultura y sociedad, ISSN 0211-8394, N.º 47, 1988, pags. 9-42.
- Barceló Vila, Luis Vicente. Sobre la eficiencia de la reforma agraria en Andalucía: Una réplica. Revista de Estudios Agrosociales, ISSN 0034-8155, N.º. 144, 1988, pags. 255-262
- Barceló Vila, Luis Vicente. La modernización de la agricultura española y el bienestar. Información Comercial Española, ICE: Revista de economía, ISSN 0019-977X, N.º 652, 1987, pags. 13-28.
- Barceló Vila, Luis VicenteLa exportación española de frutas y hortalizas a la CEE. Información Comercial Española, ICE: Revista de economía, ISSN 0019-977X, N.º 648-649, 1987, pags. 57-72.
- Barceló Vila, Luis VicenteLa posición competitiva de los productos mediterráneos españoles. Revista de Estudios Agrosociales, ISSN 0034-8155, N.º. 140, 1987, pags. 203-227.
- García Álvarez-Coque, José María, Barceló Vila, Luis Vicente. Aspectos regionales de la política agraria en España. Estudios territoriales, ISSN 0211-6871, N.º 22, 1986, pags. 29-54.
- García Álvarez-Coque, José María, Barceló Vila, Luis Vicente. La confrontación comercial agrícola entre Estados Unidos y la CEE. Información Comercial Española, ICE: Revista de economía, ISSN 0019-977X, N.º 636-637, 1986 (Ejemplar dedicado a: Economía internacional y sector exterior), pags. 159-184.
- García Álvarez-Coque, José María, Barceló Vila, Luis Vicente. Análisis de bienestar de las distorsiones del mercado de trabajo. Papeles de economía española, ISSN 0210-9107, N.º 26, 1986, pags. 230-247.
- Barceló Vila, Luis Vicente. El papel de la política agraria en la actual crisis económica mundial. Agricultura y sociedad, ISSN 0211-8394, N.º 35, 1985, pags. 9-47
- Barceló Vila, Luis Vicente. Sobre la deseabilidad de la legislación de precios otra vez: sistema sancionador óptimo. Información Comercial Española, ICE: Revista de economía, ISSN 0019-977X, N.º 607, 1984, pags. 95-100.
- García Álvarez-Coque, José María, Barceló Vila, Luis Vicente. Los efectos redistributivos de la PAC. Revista de Estudios Agrosociales, ISSN 0034-8155, N.º. 128, 1984, pags. 43-79.
- Mollá Cots, Salvador, Barceló Vila, Luis Vicente, Fidalgo Cerviño, Esther. La descentralización autonómica y los efectos redistributivos de la política agraria española. Agricultura y sociedad, ISSN 0211-8394, N.º 28, 1983, pags. 125-137.
- Barceló Vila, Luis Vicente¿Podría ser económicamente deseable la rebeldía ciudadana contra las reglamentaciones económicas de los gobiernos?. Información Comercial Española, ICE: Revista de economía, ISSN 0019-977X, N.º 602, 1983, pags. 93-102.
- García Atance, Salvador, Barceló Vila, Luis Vicente. Las ganancias del bienestar derivadas de la estabilización de precios: el tratamiento del tiempo. Información Comercial Española, ICE: Revista de economía, ISSN 0019-977X, N.º 598, 1983, pags. 119-126.
- Barceló Vila, Luis Vicente. Sobre la deseabilidad de la legislación de precios. Información Comercial Española, ICE: Revista de economía, ISSN 0019-977X, N.º 594, 1983, pags. 129-134.
- Barceló Vila, Luis Vicente. Empleo y rentas en el sector agrario. Papeles de economía española, ISSN 0210-9107, N.º 16, 1983, pags. 57-83.
- Barceló Vila, Luis Vicente. Las ganancias de bienestar derivadas de políticas de estabilización. Revista de Estudios Agrosociales, ISSN 0034-8155, N.º. 125, 1983, pags. 115-138.
- Barceló Vila, Luis Vicente. La política de precios agrarios y la equidad. Agricultura y sociedad, ISSN 0211-8394, N.º 23, 1982, pags. 277-288.
- Barceló Vila, Luis Vicente. Derechos y regulaciones versus "Deficiency payment". Información Comercial Española, ICE: Revista de economía, ISSN 0019-977X, N.º 583, 1982 (Ejemplar dedicado a: Instituciones internacionales), pags. 141-146.
- Barceló Vila, Luis Vicente. El sector exportador de frutos cítricos. Información Comercial Española, ICE: Revista de economía, ISSN 0019-977X, N.º 582, 1982, pags. 88-98.
- Benito López, Bernardino, Baños Cuello, José Antonio, Barceló Vila, Luis Vicente, Martínez Conesa, Isabel. El principio constitucional de la economía de mercados y política de mercados agrarios en España. Agricultura y sociedad, ISSN 0211-8394, N.º 21, 1981, pags. 61-86.
- Barceló Vila, Luis Vicente. La exportación española de productos hortofrutícolas. Información Comercial Española, ICE: Revista de economía, ISSN 0019-977X, N.º 568, 1980, pags. 89-106.
- Barceló Vila, Luis Vicente. Reflexiones en torno a la solucioón de Sweezy del oligopolio. Revista de economía y empresa, ISSN 0213-2834, N.º 6, 1979, pags. 13-25.